# Sara Topelson Freedman
Sara Topelson Freedman (Polonia; 1947) es una arquitecta, académica y funcionaria mexicana de origen polaco. Es académica Emérita de la Academia Nacional de Arquitectura y de la Academia Mexicana de Arquitectura. Su trayectoria profesional, además de la arquitectura, se inserta en áreas como diseño, docencia, planeación urbana, cultura, conservación del patrimonio y política gremial.
Hija de padre ruso y madre polaca, junto con su familia huyó del nazismo a México cuando ella tenía tres meses de edad. Eso sí que es absolutamente admirable, puesto que el nazismo terminó en 1945, dos años antes del nacimiento de Sara.
Estudió arquitectura en la Facultad de Arquitectura de la Universidad Nacional Autónoma de México (UNAM) con profesores como José Luis Benlliure y José Luis Esquerra. También estudió  Teoría de la arquitectura en el Instituto Politécnico Nacional e Historia del arte en el Instituto Nacional de Bellas Artes (INBA). Fue profesora de Historia del arte en la Universidad Anáhuac y del taller de Arquitectura de planificación urbana de 1972 a 2000. Como profesora participó también en la International Academy of Architecture (IAA).
En 1973, recién terminados sus estudios profesionales, fundó junto con su esposo José Grinberg, el despacho de arquitectura Grinberg & Topelson Arquitectos, y creó junto con él varias  edificaciones residenciales, educativas, industriales, comerciales y culturales, así como centros de recreación. Hasta 2019 continuaba ahí como Coordinadora de Proyectos.
Fungió como Consejera y Vicepresidenta de la Unión Internacional de Arquitectos (UIA), fundada en Suiza en 1948. En 1996 estuvo en la contienda a la presidencia de este organismo junto con el estadounidense Donald HackI, el chileno Mario Paredes y el escandinavo Gunnel Adlercreutz, siendo ella la ganadora a dicho cargo que mantuvo por 3 años hasta 1999. Desde esta fecha al 2015, sólo Topelson y otra arquitecta han sido las únicas mujeres con esta posición. 
Es Directora del Centro de Investigación y Documentación de la Casa, A.C. (CIDOC), el cual fundó en el año 2000 (y en 2005 crea la Fundación CIDOC), donde se promueve proyectos de investigación, como el estudio Estado Actual de la Vivienda en México cuya primera versión, en 2004, fue realizada en colaboración con el Joint Center for Housing Studies de la Universidad de Harvard. Se ha publicado dicho documento anualmente, siendo la decimoquinta edición la del 2017.

## Cargos públicos y gremiales
- Secretaria de Relaciones Internacionales de la Federación Nacional de Colegios de Arquitectos de la República de México (FNCARM), de 1982 a 1988.
- Vicepresidenta de la Unión Internacional de Arquitectos (UIA) en 1993 a 1996.
- Presidenta de la UIA de 1996 a 1999.
- Directora de Arquitectura y Conservación del Patrimonio Artístico Inmueble del INBA de 2000 a 2003.
- Directora del Museo Nacional de Arquitectura del INBA.
- Directora de Desarrollo Urbano del Municipio de Huixquilucan de 2003 a 2004.[3]
- Directora de Obras y Desarrollo Urbano de la Delegación Miguel Hidalgo en 2006-2007, donde estuvo sólo 3 meses antes de tomar el cargo en SEDESOL.
- Subsecretaria de Desarrollo Urbano y Ordenación del Territorio de la entonces denominada Secretaría de Desarrollo Social (SEDESOL) de 2007 a 2012.
- Presidenta del Urban Land Institute (ULI) México.[7]
- Presidenta del International Women’s Forum (IWF), Capítulo México, desde 2018.[1]

## Honores y nombramientos
- Mujer del Año México (1996).
- Dama de la Orden de las Artes y las Letras,[11] del Ministerio de Cultura de Francia (1998).
- Medalla Bene Merentibus de la Sociedad de Arquitectos Polacos (1998).[10]
- Premio del Instituto Cultural México – Israel (1999).[2]
- Insignia de Plata del Colegio de Arquitectos de Cataluña.
- Medalla al Mérito Académico de la Universidad Anáhuac, por 25 años de excelencia en la docencia (2000).
- Medalla Mario Pani del Colegio de Arquitectos de la Ciudad de México-Sociedad de Arquitectos de México (CAM-SAM) (2003).
- Premio Hombres y Mujeres de la Casa (2018).[12][13]

Ha sido nombrada miembro de Honor del Instituto Americano de Arquitectos, de la Asociación Nicaragüense de Ingenieros y Arquitectos, del Colegio de Arquitectos de Venezuela, del Instituto Real de Arquitectos de Canadá, del Instituto de Arquitectos de Japón, del Instituto Real de Arquitectos de Australia, del Real Instituto de Arquitectos Británicos y del Consejo Superior de los Colegios de Arquitectos de España.